# 維萊什河
39°02′46″N 48°51′41″E / 39.0460°N 48.8614°E
維萊什河是阿塞拜疆的河流，位於該國東南部，河道全長115公里，流域面積935平方公里，受地中海氣候影響，最終注入裡海，每年平均降雨量568毫米。